# Teobaldo de Bec
Teobaldo (em inglês:  Theobald ou Tedbald; em francês:  Thibaut du Bec; em latim: Theobaldus Beccensis) foi arcebispo de Cantuária entre 1139 e 1161. De origem normanda, não se sabe exatamente onde e nem quando nasceu. Em algum momento no final do século XI ou início do século XII, Teobaldo tornou-se monge na Abadia de Bec e foi eleito abade em 1137. O rei Estêvão da Inglaterra escolheu-o para a posição de arcebispo em 1138. Entre outros eventos importantes de seu episcopado, a crise sobre a reivindicação de primazia sobre o clero de Gales foi resolvida quando o papa Eugênio III decidiu, em 1148, a favor de Cantuária. Teobaldo enfrentou desafios à sua autoridade de um bispo subordinado, Henrique de Blois, que era irmão mais novo de Estêvão, e sua relação com o rei foi sempre turbulenta. Em certa ocasião, ele chegou a proibi-lo de comparecer a um concílio papal, mas Teobaldo o desafiou e acabou exilado temporariamente e teve suas propriedades confiscadas. As relações de Teobaldo com clero da catedral e com as casas monásticas de sua arquidiocese também eram difíceis.
Servindo durante o as turbulências do reinado de Estevão, Teobaldo conseguiu forçar a paz ao rei ao recusar consagrar seu filho e herdeiro, Eustácio (Eustace). Depois da morte deste em 1153, Estêvão reconheceu seu rival, o jovem Henrique de Anjou como herdeiro e, depois da morte do rei, Teobaldo foi nomeado regente dele. Teobaldo morreu em 1161 depois de uma prolongada enfermidade e todos os esforços para canonizá-lo depois fracassaram.
Teobaldo foi o patrocinador de seu sucessor, Thomas Becket, e diversos futuros bispos e arcebispos serviram como seus secretários. Durante seu mandato, Teobaldo aumentou os direitos de sua sé. Historiadores de sua época e posteriores se dividem sobre sua personalidade e sua história é frequentemente obscurecida pela fama de Becket.

## Primeiros anos

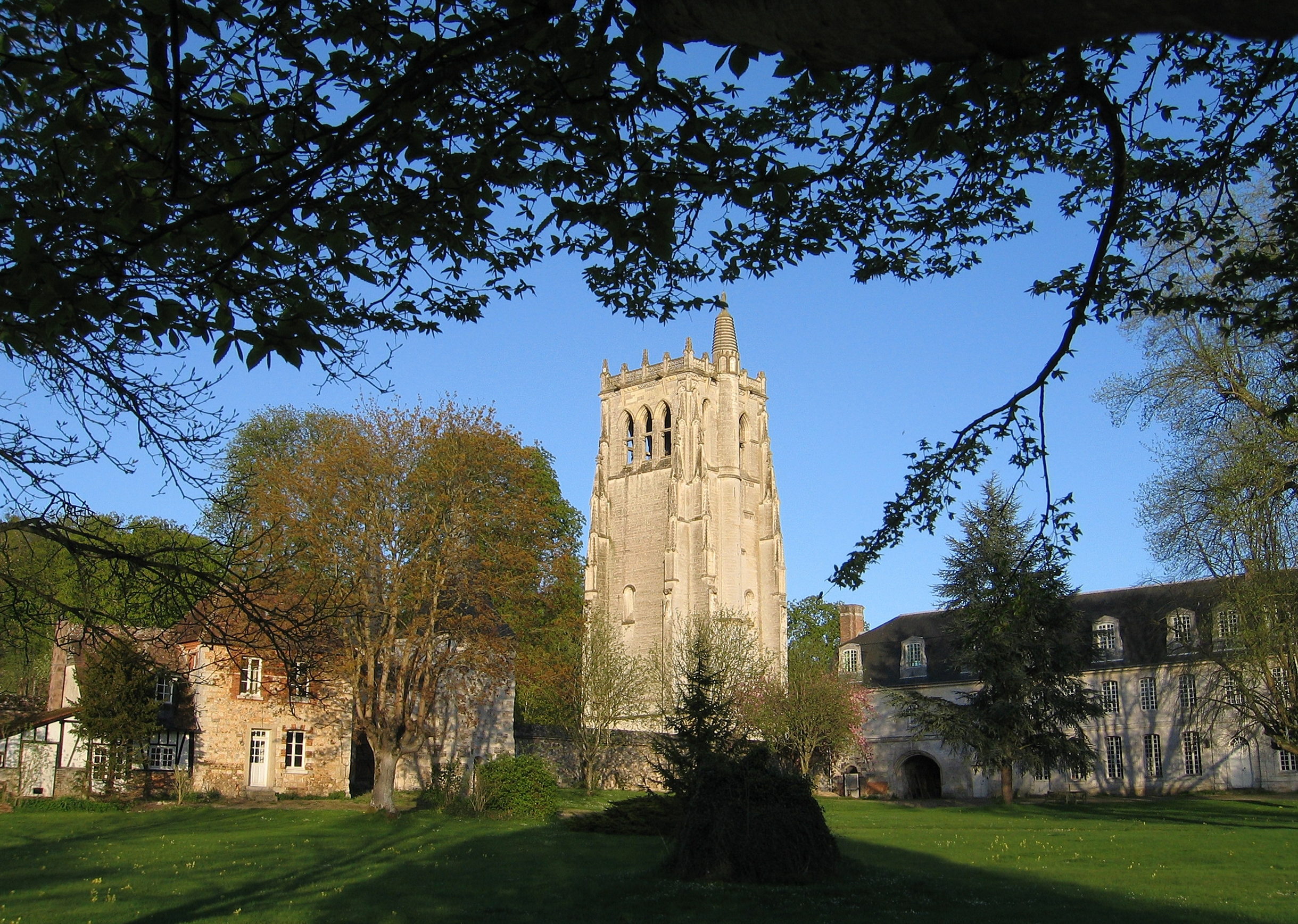
Vista da Abadia de Bec, onde Teobaldo foi abade antes de ser arcebispo de Cantuária

### Família e contexto
A família de Teobaldo era da região de Thierville, perto de Le Bec-Hellouin, no vale do rio Risle. O historiador moderno Frank Barlow especula que Teobaldo pode ser um parente distante de Thomas Becket, cuja família era também da mesma região. A data exata de seu nascimento é desconhecida e a única pista sobre sua idade é o fato de seus contemporâneos o terem considerado velho quando morreu em 1161, o que sugere uma data de nascimento perto de 1090 segundo um historiador moderno. Seu pai teria sido um cavaleiro, mas nenhuma fonte revela seu nome. Seu irmão, Walter também era padre e foi depois consagrado bispo de Rochester.
Teobaldo entrou para a Abadia beneditina de Bec, na Normandia, no final do século XI ou início do século XII durante o mandato de William, o terceiro abade. Contudo, como o mandato de William foi longo (1096 – 1124), novamente há uma grande variedade possível de datas possíveis. Teobaldo foi o 266º monge admitido no período de William de um total de 346, o que levou o historiador Avrom Saltman a propor que, se as admissões tiverem ocorrido de maneira uniforme durante o mandato de William, Teobaldo teria se tornado monge por volta de 1117, mas ele próprio qualifica esta estimativa como "parecendo ser um pouco tarde".

### Vida em Bec
Em 1127, Teobaldo foi nomeado prior de Bec logo depois que Boso sucedeu a William como abade. Boso morreu em junho de 1136 e, no ano seguinte, Teobaldo assumiu o posto depois de ter sido eleito pelos monges da abadia por unanimidade. Porém, eles não consultaram antes o arcebispo de Ruão, Hugo de Boves, que ameaçou anular o resultado. Audoen, o bispo de Evreux e irmão de Thurstan, o arcebispo de Iorque, interveio e convenceu Hugo a ratificar a eleição. Outro problema logo surgiu, porém, quando ele exigiu uma declaração de obediência por escrito e Teobaldo se recusou a entregar alegando que nenhum abade estava obrigado a fazê-lo. Teobaldo resistiu por 14 meses até que uma solução de compromisso foi alcançada através da intercessão de Pedro, o Venerável, o abade de Cluny: Teobaldo faria uma declaração verbal de obediência a Hugo.
Não existem documentos sobre o período de Teobaldo como abade e não há informações sobre a administração do mosteiro durante o período de seu mandato, exceto a indicação de que 47 monges foram admitidos em Bec no período. Teobaldo viajou a Inglaterra para supervisionar as terras da abadia por lá pelo menos uma vez, uma viagem que ocorreu pouco antes de sua nomeação como novo arcebispo de Cantuária em 1138.

### Nomeação para Cantuária

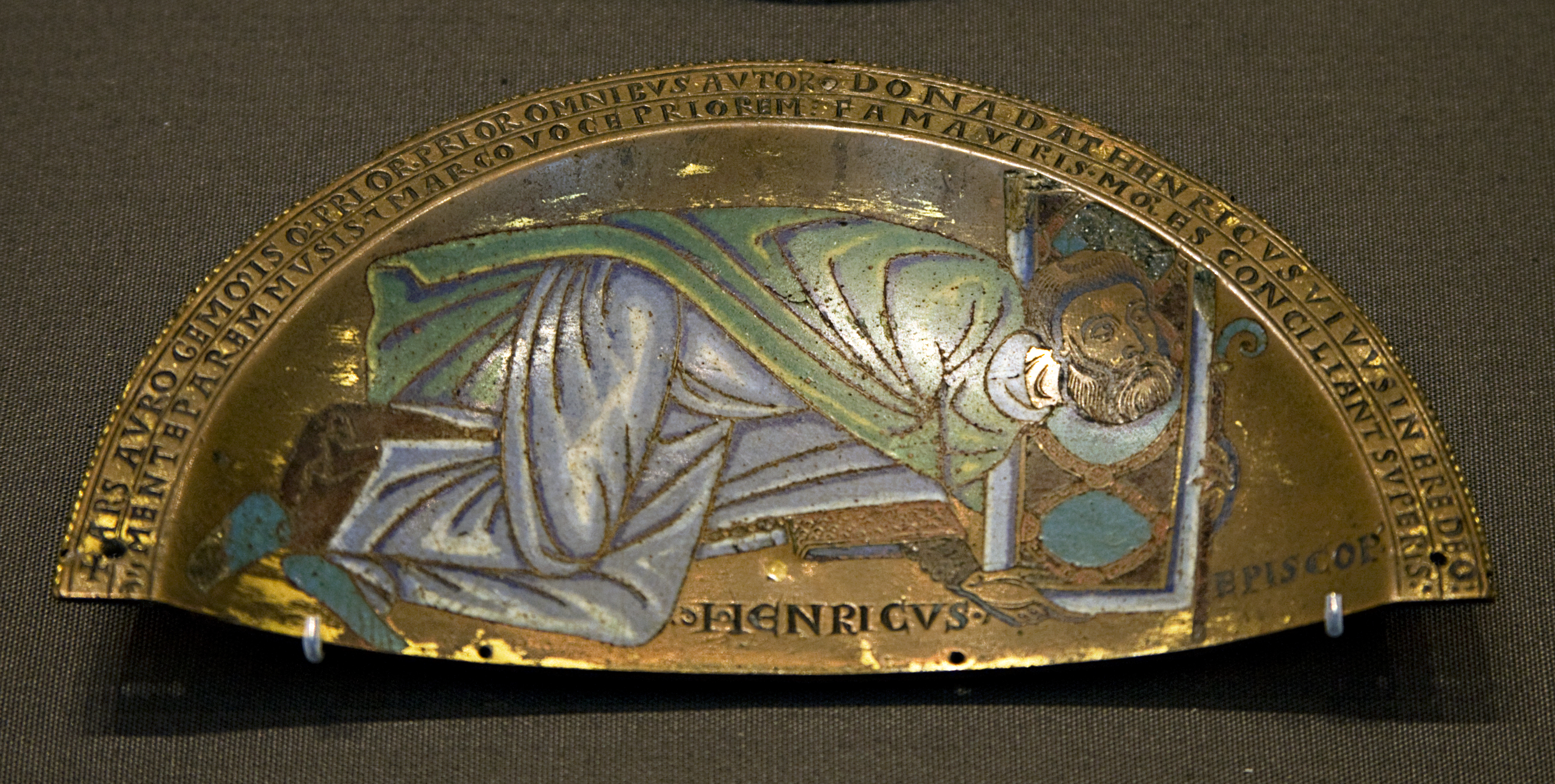
Henrique de Blois, irmão do rei Estevão da Inglaterra, legado papal e principal adversário de Teobaldo.
Placa medieval de c. 1150 preservada no Museu Britânico.

Em 1138, o rei Estêvão da Inglaterra escolheu Teobaldo para o posto de arcebispo de Cantuária, preterindo seu próprio irmão, Henrique, que era bispo de Winchester e o havia ajudado a conseguir o trono. Estêvão temia que ele se tornasse poderoso demais e tentasse controlar o reino. A eleição ocorreu em 24 de dezembro e Estêvão estava presente juntamente com o legado papal, Alberico de Óstia, e um pequeno grupo de barões e bispos; Henrique não participou pois estava supervisionando a ordenação de diáconos. A maior parte dos historiadores defende que Estêvão organizou o evento para que ocorresse justamente numa época que Henrique não pudesse participar. Este, por sua vez, acreditava que Teobaldo havia sido escolhido não apenas por causa dos temores de Estêvão, mas também por que Waleran de Beaumont, o patrocinador de Bec, estaria tentando colocar um dos seus aliados num dos postos mais poderosos do Reino da Inglaterra. Waleran e seu irmão gêmeo, Roberto de Beaumont, 1º conde de Leicester, eram os principais adversários de Henrique pelas graças de Estêvão e, por isso, ele detestava os dois. Embora Teobaldo fosse pio e bem educado, havia se tornado abade apenas um ano antes e sua eleição foi provavelmente mais influenciada pela reputação de seu mosteiro, que já havia produzido dois arcebispos de Cantuária, Lanfranco e Anselmo, do que por seus próprios méritos. Ele próprio não tinha conexões familiares importantes e seus aliados no clero eram poucos.

## Arcebispo

### Primeiros anos
Teobaldo foi consagrado em 8 de janeiro de 1139 pelo legado Alberico de Óstia e viajou em segunda para Roma para receber seu pálio, aproveitando para participar do Segundo Concílio de Latrão. Como arcebispo, seu comportamento foi menos político que o de Henrique, seu principal rival, que havia foi nomeado legado papal em 1 de março de 1139, uma posição que lhe conferia um poder igual ou maior que o de Teobaldo, inclusive a capacidade de convocar concílios na Inglaterra. Teobaldo jurou lealdade a Estêvão ao ser eleito, reconhecendo-o como rei da Inglaterra.
Logo depois da eleição, Teobaldo escolheu seu irmão, Walter, para ser arcediago de Cantuária e, em 1148, promoveu-o a bispo de Rochester. Teobaldo participou de um concílio convocado por Estêvão em junho de 1139 que retirou do bispo Rogério de Salisbury e de seus sobrinhos, Nigel, bispo de Ely, e Alexandre, bispo de Lincoln, seus castelos. De acordo com a maior parte dos historiadores, Teobaldo teve pouco a ver com a controvérsia que se seguiu e que terminou com a morte de Rogério em 1139 e à restauração de Nigel e Alexandre perante o rei. Recentemente, porém, esta tese tem sido desafiada por dois historiadores que argumentam que Teobaldo teria tido um papel mais ativo na controvérsia. Eles baseiam suas opiniões numa "Vita" (biografia) da mística do século XII Cristina de Markyate, que narra os eventos e confere a Teobaldo — e não a Henrique de Blois — um papel mais central em desafiar a prisão dos três bispos por Estêvão.

### Guerra civil
As ações de Teobaldo nos anos seguintes estão interligadas com a história da ascensão de Estêvão ao trono. Depois da morte de Henrique I, em 1135, a sucessão foi disputada entre os sobrinhos do rei — Estêvão e seu irmão mais velho, Teobaldo II — e a única filha legítima de Henrique ainda viva, Matilde, conhecida geralmente como imperatriz Matilde por causa de seu casamento com o imperador germânico Henrique V. O único filho legítimo de Henrique, Guilherme, havia morrido em 1120. Depois que Matilde enviuvou em 1125, ela retornou para a casa do pai, que a casou com Godofredo, conde de Anjou. Todos os magnatas da Inglaterra e da Normandia tiveram que jurar fidelidade a Matilde como herdeira de Henrique, mas, quando o rei morrei, Estêvão correu para a Inglaterra e se fez coroar antes de Matilde e de Teobaldo. Os barões normandos aceitaram Estêvão como duque da Normandia e Teobaldo II se contentou com as propriedades na França. Mas Matilde não se conformou e assegurou o apoio do rei da Escócia, David I, que era tio materno dela, e, em 1138, de seu meio-irmão, Roberto, 1º conde de Gloucester, um filho ilegítimo de Henrique.
Depois da Batalha de Lincoln, em 1141, com Estêvão preso em Bristol, Teobaldo não se juntou de imediato à imperatriz. Ele alegou que precisava conversar com o irmão antes de trocar suas alianças. Depois de se consultar pessoalmente com Estêvão, conseguiu permissão para aceitar as condições vigentes e se juntou a Henrique de Blois, que também tinha trocado de lado depois que um concílio legatino realizado em abril em Winchester depôs Estêvão e tentou coroar coroou Matilde. Porém, pouca gente esteve presente e a imperatriz não pôde ser coroada por que não controlava a capital, Londres. Depois da fracassada tentativa de coroar Matilde, todos que estavam em Winchester tiveram que fugir antes que as forças de Estêvão os alcançasse; um dos principais aliados de Matilde, Roberto de Gloucester, foi capturado. Durante a fuga, Teobaldo e seus bispos tiveram os cavalos e as vestes eclesiásticas roubadas. Teobaldo depois liderou as tratativas que levaram à troca de Estêvão por Roberto em novembro de 1141. Henrique, tendo trocado de lado novamente, realizou então um outro concílio em Winchester, desta vez reafirmando Estêvão como rei. Teobaldo o coroou cerimonialmente em Cantuária durante a corte de Natal reunida lá.
Matilde permaneceu na Inglaterra até 1148 e a desordem atingiu o ápice entre 1142 e 1148, pois sua causa jamais conseguiu apoio suficiente para permitir que ela fosse coroada. Por outro lado, Estêvão também não conseguiu derrotar de forma decisiva as forças de Matilde, o que resultou numa Inglaterra divida entre dois rivais. Mas enquanto Matilde estava na Inglaterra, Godofredo, seu marido, estava conquistando a Normandia, finalmente subjugada em 1144.

### Dificuldades com Henrique de Blois
As relações de Teobaldo com Henrique de Blois, o bispo de Winchester seu sufragâneo, eram difíceis por causa da posição de Henrique como legado papal. Ele apoiou a nomeação de Guilherme FitzHerbert como arcebispo de Iorque em 1141, que Teobaldo era contra, por exemplo. Embora Teobaldo tenha reclamado contra a forma da eleição, ele pouco participou das disputas eleitorais que se seguiram e que resultaram finalmente na deposição de FitzHerbert e em sua substituição por Henrique Murdac. Mas, em setembro de 1143, os poderes de Henrique diminuíram quando Inocêncio II, o que o havia nomeado legado, morreu. Celestino II foi eleito em 26 de setembro de 1143 e era adversário de Estêvão, o que o deixava em posição contrária também a Henrique. Para assegurar sua nomeação como legado, Teobaldo viajou a Roma em dezembro de 1143, chegando lá um pouco antes da morte de Celestino, em 8 de março de 1144. Teobaldo provavelmente estava acompanhado de Nigel, bispo de Ely, e Rogério de Clinton, bispo de Coventry. Antes de morrer, Celestino proibiu que Teobaldo "permitisse que qualquer mudança fosse feita à posição da coroa inglesa, pois sua transferência havia sido denunciada justamente e o tema estava ainda sob disputa". Esta se tornou a política papal oficial e era uma mudança importante que se distanciava do reconhecimento de Estêvão por Inocêncio II logo após sua coroação em 1135, e essencialmente proibia Teobaldo de coroar um sucessor para o rei, especialmente enquanto ele ainda vivia.
Depois da morte de Celestino, Teobaldo voltou para a Inglaterra, visitando a Abadia de São Dinis, em Paris, para ajudar Suger, o abade]], a consagrar sua nova igreja abacial e seus altares. Teobaldo era o único bispo presente na cerimônia cuja diocese não ficava na França. Enquanto isso, Henrique de Blois também havia chegado a Roma e começou a negociar com o novo papa, Lúcio II, a elevação do bispado de Winchester a arcebispado. Parece que Lúcio nomeou um legado, o cardeal Icmar, bispo de Túsculo, e ordenou que ele viajasse para a Inglaterra para supervisionar o projeto, mas Lúcio morreu antes que qualquer coisa fosse feita.

### Disputas com Estêvão

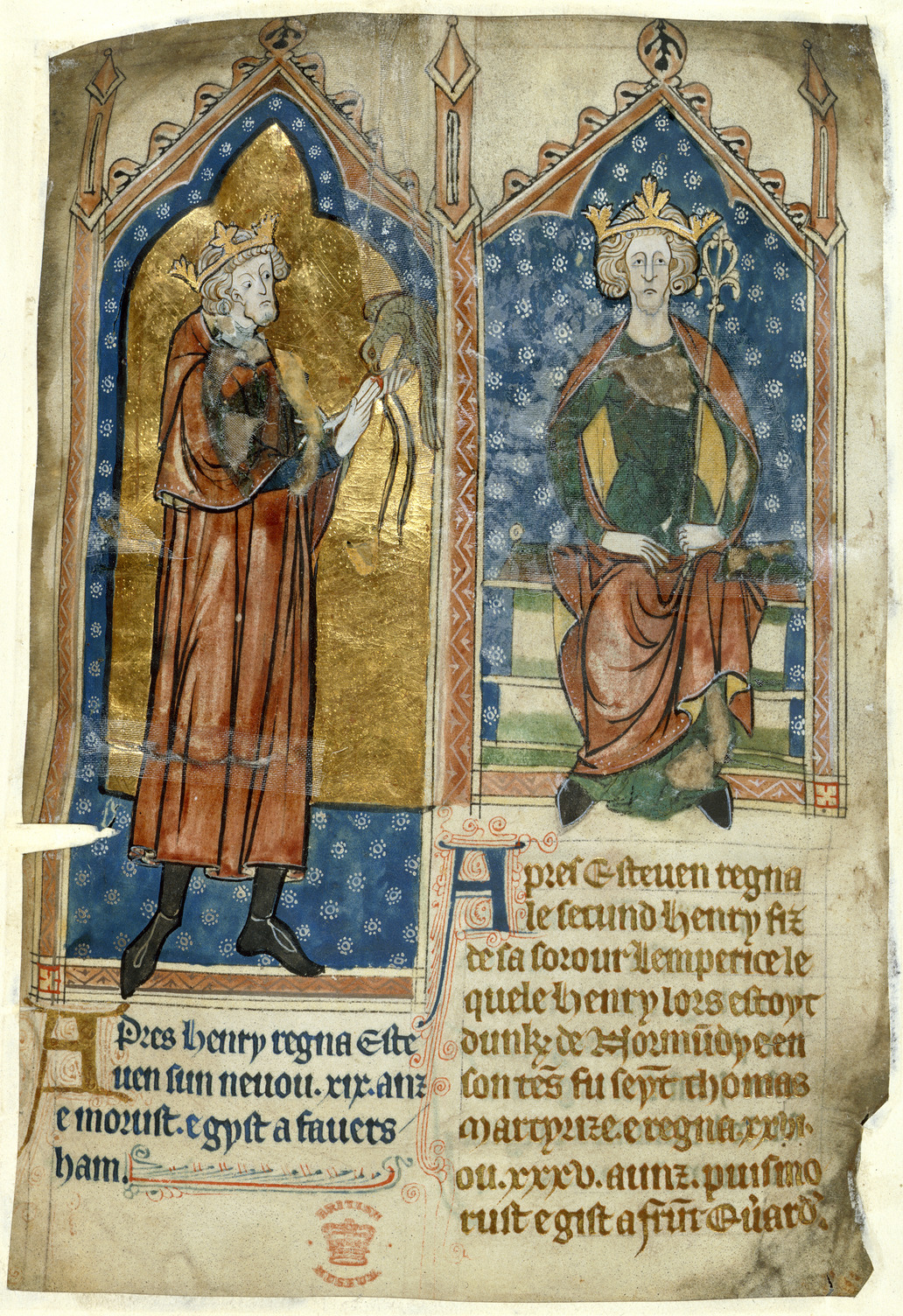
Estêvão e Henrique de Anjou, filho de Matilde e seu sucessor. A negociação da paz entre as facções em guerra teve partipação importante de Teobaldo.
Iluminura do século XIII preservada na Biblioteca Britânica.

Teobaldo estava em Paris em maio de 1147 para se encontrar com o novo papa, Eugênio III, e, entre os assuntos discutidos, provavelmente estava a disputa de Teolbado com Bernardo de St David's. As relações na época entre Teobaldo e o rei Estêvão aparentemente eram boas, mas, quando Eugênio convocou os bispos ingleses para o Concílio de Reims em abril de 1148, o rei proibiu todos eles de irem, com exceção de três escolhidos por ele: Hilário de Chicester, Roberto de Hereford e Guilherme de Norwich. Apesar de ter proibido especificamente que Teobaldo fosse, ele fugiu sorrateiramente num barco de pesca, provavelmente acompanhado de Gilberto Foliot, que também estava presente no concílio. Teobaldo tinha vários motivos para desafiar o rei, principalmente sua obediência à ordem do papa, mas ele também queria que papa não favorecesse o recém consagrado arcebispo de Iorque, Henrique Murdac, que era amigo próximo do também cisterciense Eugênio, nas disputas entre Iorque e Cantuária.
Bethune, que era o bispo de Hereford, morreu durante o concílio e Eugênio nomeou Foliot como seu sucessor a pedido de Teobaldo. Um dos últimos atos do concílio foi suspender todos os bispos faltosos e o único bispo inglês especificamente citado foi Henrique de Blois, mas os demais, que também não compareceram, foram também suspensos. Além disso, Henrique recebeu um tratamento especial, pois o papa ordenou que ele não poderia ser reinstalado por Teobaldo e se reservou exclusivamente o direito de restaura-lo. Teobaldo parece ter restaurado os demais bispos rapidamente, pois Foliot escreveu no final de 1148 que apenas os bispos de Winchester, Durham, Worcester, Bath e Exeter ainda estavam suspensos. Os três últimos foram perdoados em 11 de novembro de 1148 de acordo com o cronista Gervásio de Cantuária, que também lista Hilário de Chichester como tendo sido perdoado na mesma data por Teobaldo, mas, como ele participou do concílio, trata-se provavelmente de um erro. Durham parece ter sido omitido por ser um bispo sufragâneo do arcebispo de Iorque e sua restauração estava nas mãos de seu arcebispo.
O rei estava furioso com Teobaldo por ter participado do concílio, mesmo tendo ele intervindo com Eugênio para acalmá-lo em sua fúria contra Estêvão por ter proibido a presença dos bispos ingleses. Teobaldo persuadiu Eugênio a não excomungar Estêvão, pedindo-lhe que permitisse ao rei se retratar. Mas Estêvão não se impressionou com a intervenção, confiscando suas propriedades e banindo-o. Em setembro de 1148, o papa interditou a Inglaterra, mas foi completamente ignorado, exceto em Cantuária. Teobaldo foi exilado primeiro em Saint-Omer, onde consagrou Gilberto Foliot bispo de Hereford. Ele retornou para Inglaterra e se assentou em Framlingham, que era posse de Hugo Bigod, o conde de Norfolk e aliado da imperatriz Matilde. De lá, passou a gerenciar os assuntos eclesiásticos da Inglaterra, ameaçando a autoridade de Estêvão, que rapidamente tentou uma reaproximação.
Henrique de Blois havia perdido seu posto de legado antes de Celestino tornar-se papa, mas não foi até 1150 que Teobaldo finalmente recebeu a função Eugênio III, provavelmente a pedido de Bernardo de Claraval, e a manteve até morrer em 1161. Em 1151, realizou um concílio em Londres, que contou com a presença de Eustácio, o primogênito do rei, além de outros nobres. Oito cânones foram emitidos, tratando inclusive da pilhagem de igrejas e da imposição de impostos ao clero. Um outro afirmava que os bispos não deveriam mais tentar perseguir violadores das propriedades da igreja nas cortes reais e sim nas cortes eclesiásticas. Os demais tratavam de assuntos procedurais que emergiam da excomunhão dos abusadores das propriedades da igreja.
No ano seguinte, Teobaldo se recusou a coroa Eustácio e foi novamente exilado por Estêvão, que tentava assegurar a sucessão de seu filho imitando o costume da dinastia capetiana da França, que geralmente coroava o herdeiro real enquanto o pai ainda vivia. Embora Teobaldo reivindicasse autoridade papal para a recusa — a proibição de Celestino —, é mais provável que ele e os demais bispos ingleses não tivessem intenção alguma de prolongar a guerra civil. Estêvão exigiu, em abril de 1152, que Teobaldo coroasse Eustácio, mas o arcebispo novamente se recusou e fugiu para os Flandres. Teobaldo alegou que Estêvão teria ganho o trono através de perjúrio, o implicava que, se o arcebispo coroasse Eustácio, estaria perpetuando o crime. Os dois finalmente negociaram uma trégua em agosto.
Em janeiro de 1153, Henrique de Anjou, filho de Matilde, invadiu a Inglaterra para tentar assegurar o trono para si e, com a morte de Eustácio, em agosto, Estêvão desistiu. Teobaldo foi instrumental para garantir que as negociações entre os dois adversários resultasse no Tratado de Wallingford, que assegurou a sucessão de Henrique ao trono. Teobaldo estava também presente quando Henrique se encontrou com o segundo filho de Estêvão, Guilherme I, conde de Bolonha, provavelmente depois da morte de Eustácio, para resolver a situação de suas propriedades e seu status depois que Henrique sucedesse a Estêvão. Eugênio III forçou-o ainda a reverter o banimento de Teobaldo, que voltou à sua sé. Depois, foi principalmente Teobaldo e Henrique de Blois que negociaram o tratado que terminou a guerra civil, pois nem Estêvão e nem Henrique estavam interessados em soluções de compromisso.

### Reinado de Henrique II

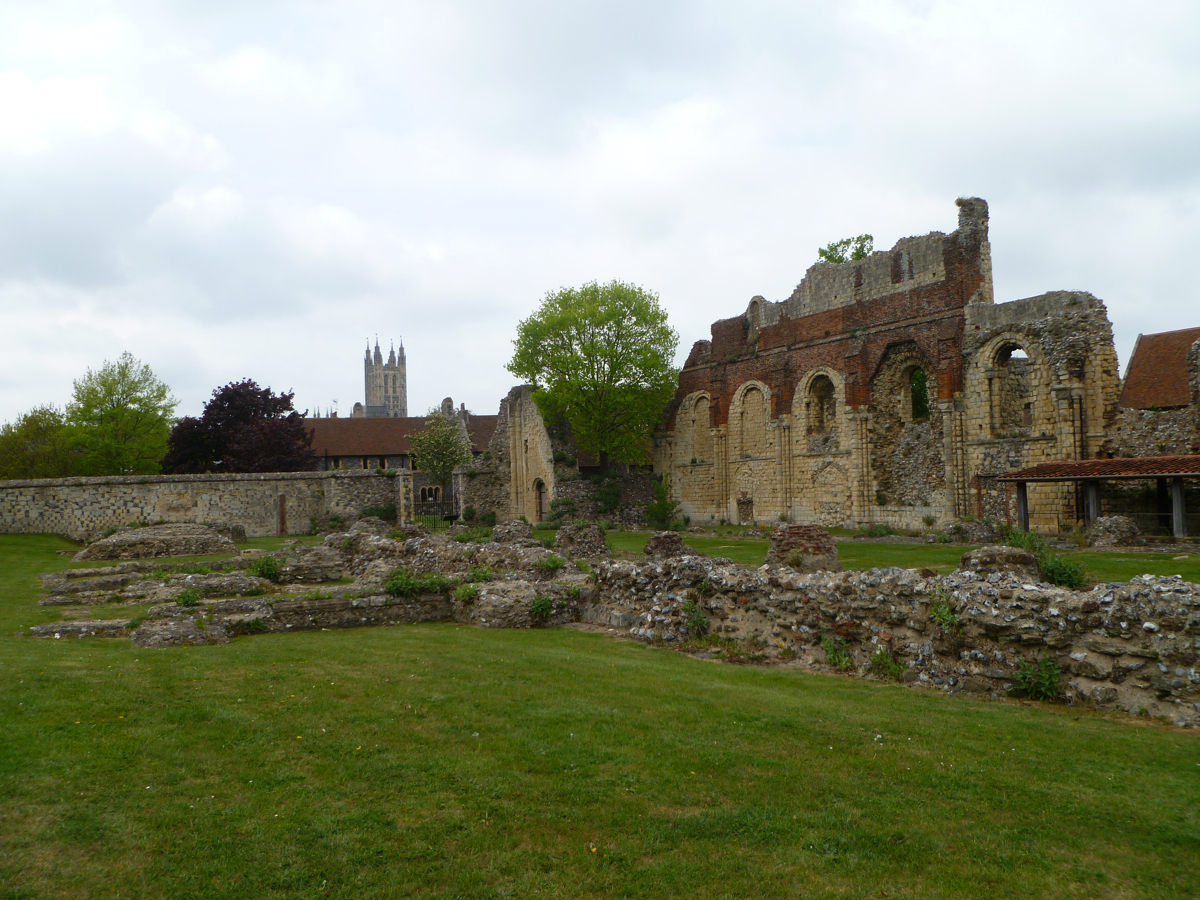
Ruínas da Abadia de Santo Agostinho em Cantuária

Teobaldo estava presente nos momentos finais de Estêvão em outubro de 1154, que o nomeou regente até que Henrique pudesse assumir o trono. Durante as seis semanas que levaram para ele chegar, o arcebispo teve poucas dificuldades em manter a paz e, depois que ele chegou, Teobaldo o coroou juntamente com sua esposa, Leonor da Aquitânia, em 19 de dezembro de 1154 na Abadia de Westminster.
Os anos finais da vida de Teobaldo foram, a partir daí, dedicados aos assuntos de sua diocese e em viagens à corte real quando Henrique estava na Inglaterra. Em janeiro de 1155, Teobaldo ajudou a assegurar o posto de lorde chanceler para seu protegido, Thomas Becket, um ato que Barlow especula ter acontecido por que Teobaldo queria assegurar mais influência sobre o rei através dele. Se este era seu desejo, nota Barlow, não funcionou. Embora o rei e o arcebispo discutissem ocasionalmente quando seus interesses divergiam, ambos parecem ter desejado diminuir os atritos e estavam comprometidos em melhorar as relações. Foi o caso, por exemplo, quando o papa Adriano IV morreu em setembro de 1159 e dois pretendentes emergiram. Henrique, seguindo o costume de seu pai, Henrique I, proibiu os bispos ingleses de reconhecerem qualquer um dos dois. Finalmente, depois de pesar suas opções, ele reconheceu Alexandre III e foi só depois que Teobaldo o reconheceu também.
Porém, nem tudo foi harmonia entre o rei e o arcebispo. Em 1156, Teobaldo apoiou os esforços de Osberto de Bayeux, que foi acusado de envenenar Guilherme, o arcebispo de Iorque, para conseguir ser julgado numa corte eclesiástica e não na corte real. O crime havia ocorrido durante o reinado de Estêvão, mas a morte do rei acabou adiando o julgamento, previsto para 1154, e o atraso permitiu que o julgamento fosse transferido para as cortes da igreja, o que Henrique era contra. Embora a posição de Teobaldo desagradasse o rei, não houve rompimento e o próprio Teobaldo admitiu ao papa, em 1154, que o costume inglês era julgar o clero por crimes em cortes seculares.
Teobaldo convocou um concílio em Londres em junho de 1160 que tratou em parte do cisma papal. Sua saúde já estava comprometida e ele chegou ao concílio numa liteira. Para aumentar o desgosto do velhor arcebispo, Becket não o visitou, o que Teobaldo considerou uma ingratidão.

### Relações com o clero da catedral
O capítulo catedrático de Teobaldo era composto de monges e ele era considerado abade do mosteiro da Catedral da Igreja de Cristo. Por causa de seus deveres episcopais, o dia-a-dia da catedral era responsabilidade do prior. Na época da eleição de Teobaldo, havia por volta de 140 monges no capítulo e eles esperavam que Teobaldo, sendo também monge, se aliaria a eles nas disputas com o clero regular e apoiasse sua causa. Teobaldo começou bem, enviando um grupo de monges da catedral para o Priorado de São Martinho em Dover, que era habitado por cônegos e não monges, para substituí-los. Ele também refundou um igreja colegial em South Malling perto de Lewes para prover benefícios para o capítulo da catedral.
Teobaldo trabalhou com seu primeiro prior, Jeremias, para eliminar o casamento clerical em sua diocese, mas ele tinha sido eleito durante um período vago antes da eleição de Teobaldo e os monges não conseguiram a permissão do papa para a eleição de um novo prior e, por isso, Teobaldo acabou removendo-o para nomear alguém de sua escolha. Jeremias apelou ao papa, mas Teobaldo o depôs enquanto o apelo ainda estava em andamento e nomeou Walter Durdent para a posição. Inocênio II, porém, nomeou Henrique de Blois para ouvir o caso e ele deu razão a Jeremias, ordenando que ele ele fosse reinstalado de imediato. Teobaldo então passou a se recusar a realizar quaisquer serviços religiosos na catedral enquanto Jeremias não fosse removido do capítulo, o que retirou dos monges sua grande fonte de receitas. A ameaça deu certo, pois Jeremias renunciou, deixou a Igreja de Cristo e mudou-se para a Abadia de Santo Agostinho em Cantuária. Durdent foi reinstalado como prior e permaneceu na posição até ser nomeado bispo de Conventry em outubro de 1149.
Na Páscoa de 1151, Teobaldo assumiu pessoalmente o gerenciamento das propriedades do capítulo por que o novo prior, Walter Parvus, não estava dando conta da tarefa. A princípio, não houve reclamações, mas logos os monges acharam que Teobaldo os estava enganando ao impor-lhes uma definição de pobreza muito rígida e pediram que Parvus fosse restaurado à posição. Teobaldo se recusou e os monges novamente tentaram recorrer ao papa. Os enviados, porém, foram capturados por agentes do arcebispo e o apelo não deu em nada. Teobaldo depôs Parvus e nomeou um novo prior. A partir daí, as relações dele com os monges parece ter corrido sem incidentes.

### Relações com outras casas monásticas

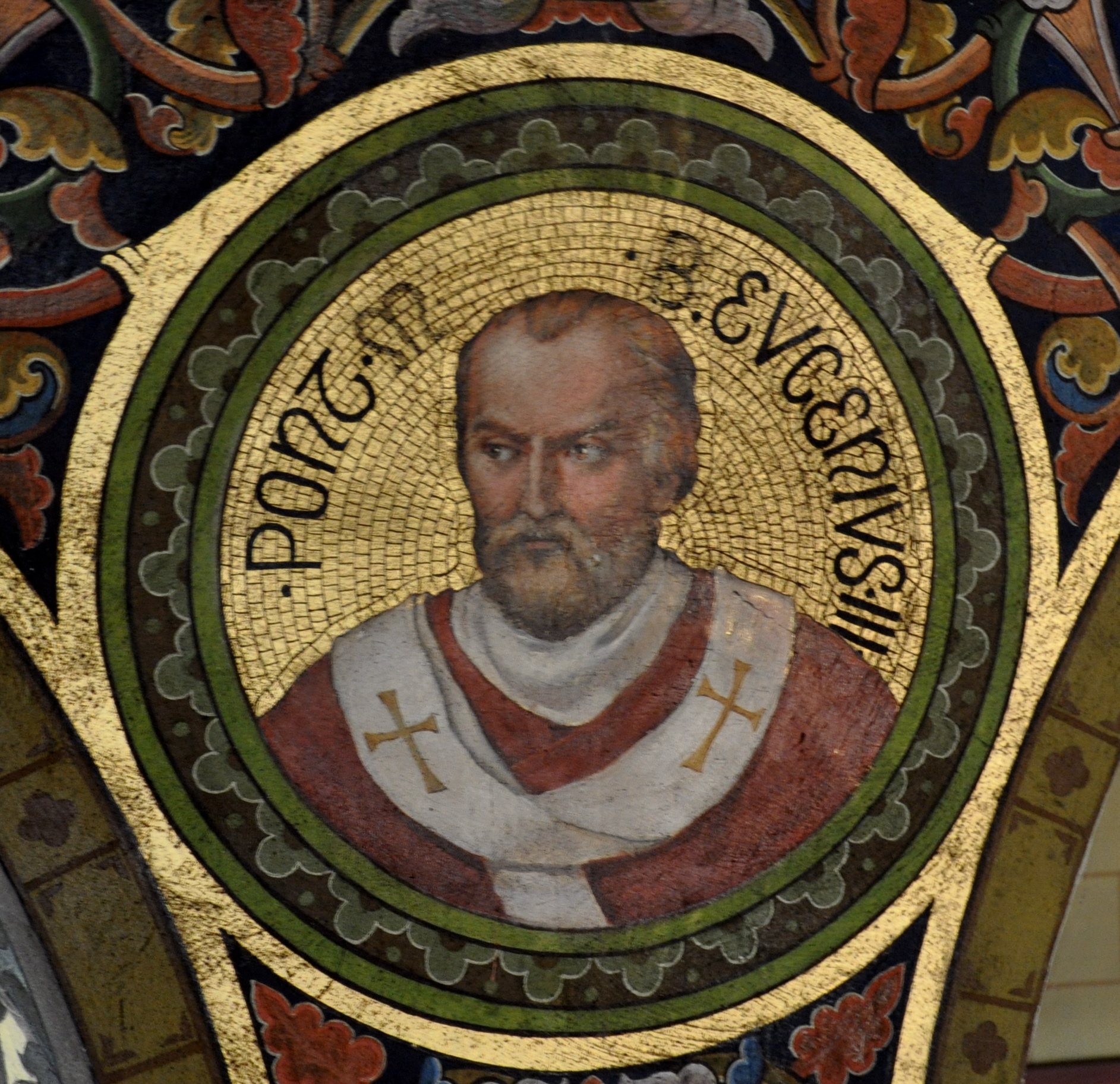
Papa Eugênio III, responsável por mediar muitos dos conflitos de Teobaldo com o clero, os monges e o rei

Teobaldo também entrou em conflito com a Abadia de Santo Agostinho sobre o direito do arcebispo de receber pagamentos anuais e sobre se estes pagamentos eram sobre os sacramentos realizados pelo arcebispo, o que seria ilegal, ou por outros motivos. A disputa finalmente foi resolvida por uma solução de compromisso na qual a abadia continuou a realizar o pagamento, mas indicando especificamente que eles não eram para a realização de sacramentos. Outra disputa com abadia tratou do direito dos arcebispos de ter voz na eleição dos novos abades e se estes deveriam ou não jurar obediência ao arcebispo, caso que foi finalmente resolvido através de um mandato papal de 1144 em favor dos arcebispos.
O conflito reapareceu em 1149, quando alguns monges de Santo Agostinho, liderados pelo prior e pelo sacristão, se recusaram a obedecer ao interdito colocado sobre a Inglaterra pelo papa Eugênio III. Teobaldo excomungou os dois e mandou que fossem publicamente flagelados. Quando o abade de Santo Agostinho morreu, em 1151, o prior, Silvestre, pagou ao rei pelo direito de administrar a abadia e de realizar uma eleição direta de um novo abade. Os monges então elegeram o próprio Silvestre, mas Teobaldo se recusou a confirma-la, acusando Silvestre de simonia. No final, porém, o papa Eugênio III ordenou que Teobaldo permitisse que Silvestre assumisse a função, o que ele fez em agosto de 1152. Teobaldo e a Abadia de Santo Agostinho também brigaram sobre as alegações da abadia de imunidade de supervisão do arcebispo, pois ela responderia somente ao papa. Documentos papais preservados em Roma apoiavam a abadia, mas não existiam documentos ingleses concedendo essa liberdade. Teobaldo tentou encerrar a confusão em Roma e na Inglaterra, mas os registros são confusos. Os documentos em Roma claramente favoreciam a abadia, mas, num concílio real em Northampton, em 1157, Henrique II decidiu em favor de Teobaldo. Como parte do acordo de paz, Silvestre, na posição de abade, foi obrigado a fazer uma profissão de obediência a Teobaldo, algo que ele estava tentando evitar desde que fora eleito.
Assim como o da Abadia de Santo Agostinho, abades de diversos outros mosteiros na diocese de Cantuária professaram obediência a Teobaldo conforme relata os documentos sobreviventes. Não apenas abades e priores em Cantuária, mas alguns de outras dioceses também, embora normalmente tais juramentos tenham sido feitos aos seus próprios bispos diocesanos. A maior parte destes casos de exceção ocorreram por que a casa monástica alegou isenção da supervisão deste bispo e tradicionalmente realizava estes juramentos diretamente a Cantuária. Além disso, Teobaldo também interveio nas eleições de alguns abades, embora nem sempre com sucesso, como quando tentou assegurar o direito de Gilberto Foliot de permanecer como abade de Gloucester depois que ele foi eleito bispo de Hereford, mas um novo abade foi eleito pelos monges. Teobaldo teve mais sorte no caso de Guilherme, que havia sido monge na Igreja de Cristo, e acabou tornando-se abade de Evesham sob protestos de alguns monges locais.
Teobaldo também se envolveu na disputa entre Hilário, bispo de Chichester, e Walter de Lucy, o abade da Abadia de Battle, sobre suas reivindicações de jurisdição sobre a abadia e as contra-reivindicações desta de que seria isenta da supervisão episcopal. A abadia não tinha recebido uma isenção papal, mas contava, ao invés disso, com a sua fundação real por Henrique I da Inglaterra e seu status de eigenkirche  (uma igreja proprietária do rei). No reinado de Estêvão, as reivindicações da abadia prevaleceram, mas, depois que ele morreu, Hilário excomungou o abade, que apelou ao papa. Teobaldo apoiou o bispo, que finalmente assegurou um julgamento perante Henrique II. Foi uma pequena derrota para Teobaldo quando o caso acabou sendo decidido em favor da abadia, principalmente com base em documentos que, na época, se acreditavam ser verdadeiros, mas que historiadores modernos acreditam ser falsificações.

### Relações com outros bispos
Teobaldo foi instrumental para assegurar a subordinação dos bispados galeses a Cantuária. Seu primeiro ato com este objetivo foi a consagração de Meurigo como bispo de Bangor em 1140, que jurou obediência como faziam os demais bispos subordinados a Cantuária. Bernardo, bispo de St David's, contestou o direito de Teobaldo de consagrar Meurigo e afirmou que St David's deveria ser considerado um arcebispado e que ele próprio deveria receber o pálio. O pedido ia contra mais de meio século de precedentes da jurisdição de Cantuária sobre as sés galesas, um precedente que datava da época de Anselmo de Cantuária, que havia consagrado Urbano bispo de Llandaff em 1107.
Também em 1140, Teobaldo consagrou Utredo em Llandaff, que também jurou-lhe obediência. Da mesma forma, quando Teobaldo consagrou Gilberto como bispo de St Asaph em 1142. Com estas consagrações, os esforços legais de Teobaldo permitiram que ele resistisse às tentativas de Bernardo de se tornar arcebispo e, quando este foi sucedido por David fitzGerald em 1148, Teobaldo conseguiu que ele próprio jurasse obediência a Cantuária, encerrando os esforços de retirar Gales da jurisdição de Cantuária. Também em 1148, Eugênio decidiu em favor de Cantuária contra as pretensões de St David's, encerrando de vez a disputa.
Teobaldo chegou até mesmo a defender uma reivindicação teórica de Cantuária sobre as sés irlandesas ao consagrar Patrício como bispo de Limerick em 1140. Esta, porém, foi a última vez que ele agiu com base na alegação, pois, em 1152, o legado papal Giovanni Paparo reorganizou as dioceses irlandesas e resolveu o tema nomeando o arcebispo de Armagh como primaz da Irlanda.
As relações com os demais bispos na Inglaterra eram boas, com pouca atividade na já antiga disputa Cantuária-Iorque sobre o primado da Inglaterra. Teobaldo conseguiu uma vaga confirmação do primado de sua sé de Celestino II em 1143-44, mas, no Concílio de Reims, em 1148, Eugênio clarificou que este primado não afetava as reivindicações de que Iorque seria independente de Cantuária. Por causa das não resolvidas disputas eleitorais na década de 1140 na sé de Iorque, quando ela estava sendo contestada por Guilherme de Iorque e Henrique Murdac, Teobaldo enfrentou pouca oposição de qualquer um dos dois. Quando Guilherme morreu em 1154, Teobaldo assegurou a sé para seu aliado, Rogério de Pont l'Evêque. A paz se consolidou quando Teobaldo consagrou Rogério sem exigir o juramento de obediência, que era justamente o ponto de discórdia entre as duas sés.

### Patronato e senhorio
O grupo familiar de Teobaldo incluía muitos jovens habilidosos, incluindo seu sucessor, Thomas Becket. Teobaldo foi instrumental na disseminação inicial do direito romano na Inglaterra, convidando o jurista da Universade de Bolonha, Vacário, para se juntar à sua administração e aconselhá-lo em assuntos legais. Se Vacário de fato fundou uma escola na casa de Teobaldo é incerto, mas, na década de 1140, lecionou em Oxford. Ele também foi muito importante no fomento do ensino do direito canônico na Inglaterra; o conflito que depois irrompeu entre Henrique II e Becket tinha suas raízes nas disputas que foram expostas durante o mandato de Teobaldo. Ainda na Normandia, Teobaldo se dedicou intensamento ao estudo do direito canônico, um hábito que manteve durante todo o período que foi arcebispo.

Embora Teobaldo fosse monge, sua casa episcopal não tinha um caráter monástico. Conforme ele se consolidou na posição de arcebispo, parece ter deixado para trás os hábitos monásticos, embora continuasse a ter companheiros monges. Seus sobrinhos e seu irmão se beneficiaram de seu nepotismo com os sobrinhos se juntando à sua casa logo no início de seu arcebispado: os quatro, Guilherme, Gilberto, Rogério e Lecardo assinaram como testemunhas um documento de Teobaldo de 1150 ou 1153. Depois que Teobaldo morreu, Guilherme tornou-se secretário na casa de Bartolomeu, bispo de Exeter, por volta de 1172.
Outro documento de Teobaldo, de cerca de 1152, revela o staff doméstico que o rodeava. Assinaram como testemunha o portador da cruz do arcebispo, três sobrinhos de Teobaldo e o secretário que supostamente estava encarregado deles, um chanceler (chancellor), dois capelães, que eram monges, um mordomo, um guarda-dispensa, um camareiro (chamberlain), zelador, cozinheiro, porteiro, carregador e um condutor (marshal). Teobaldo, na mesma época, concedeu um moinho ao seu padeiro, um tal Guilherme, e algumas terras para seu cozinheiro, também Guilherme, e seus herdeiros.
Teobaldo era o patrocinador de três homens famosos, Becket, Vacário e João de Salisbury, este secretário de Teobaldo por muitos anos e, depois que ele morreu, bispo de Chartres. Foi durante o período de João como secretário que Teobaldo escreveu suas duas obras mais famosas, "Policraticus" e "Metalogicon". Outros que estudaram por um tempo na casa de Teobaldo foram Rogério de Pont L'Evêque, que depois seria arcebispo de Iorque, João Belemis, futuro arcebispo de Lyon, João de Pageham, futuro bispo de Worcester, Bartolomeu Iscano, futuro bispo de Exeter, Guilherme de Northall, depois depois bispo de Worcester, e Guilherme de Vere, futuro bispo de Hereford. Ao todo, foram três arcebispos e seis bispos.

## Morte e legado
Teobaldo morreu em 18 de abril de 1161 em seu palácio em Cantuária  depois de uma prolongada enfermidade. Foi enterrado na Catedral de Cantuária, na Capela da Santíssima Trindade, perto do túmulo do arcebispo Lanfranco. Seu caixão foi aberto em 1190 durante reformas da catedral e seu corpo foi encontrado incorrupto, mas os esforços para canonizá-lo com base nas evidências arroladas fracassaram. Ele foi reenterrado na nave, perto do altar de Santa Maria, com seu antigo túmulo de mármore colocado por cima da nova sepultura. Em 1787, seu caixão de chumbo foi descoberto em Cantuária.
Embora Teobaldo tenha sido afetado pela oposição de seu sufragâneo Henrique de Blois, conseguiu recuperar o controle da Igreja da Inglaterra, assegurou os direitos de sua sé e ajudou a manter a unidade do reino. Contemporâneos dele, contudo, se dividiram sobre sua efetividade e sua personalidade. Gervásio de Cantuária afirmou que ele era muito impetuoso, provavelmente por causa do tratamento dispendido aos priores da Igreja de Cristo. Henrique de Huntingdon, que o conhecia, afirmou que foi um bispo de valor. É provável que o legado de Teobaldo tenha sofrido por ter sido obscurecido pela fama de seu sucessor, Becket. Historiadores modernos tem sido mais gentis que os antigos: Frank Barlow afirma que Teobaldo era "um homem direito, de temperamento difícil, e que às vezes era ríspido demais".